# Раян О'Шонессі
Раян О'Шонессі — ірландський співак та колишній актор. Народився 27 вересня 1992 в Скеррісі, Дублін. Фіналіст шостого сезону «Британія має талант» в травні 2012 року, де посів 5 місце. Також учасник першого сезону «Голос Ірландії». Раян представляв Ірландію на пісенному конкурсі Євробачення 2018 з піснею «Together», він виступив у першому півфіналі, де пройшов до фіналу. За результатами Раян став 16 набравши 135 балів.
| Гітара | Це незавершена стаття про співака. Ви можете допомогти проєкту, виправивши або дописавши її. |